# Jiřina Štěpničková
Jiřina Štěpničková, född 3 april 1912 i Prag, Böhmen, Österrike-Ungern, död 5 september 1985 i Prag, Tjeckoslovakien, var en tjeckisk skådespelerska.
Jiřina Štěpničková fick anställning vid Nationalteatern 1930 redan under sin studietid och stannade där fram till 1936 då hon övergick till Vinohrady-teatern. Hon filmdebuterade 1931 och medverkade frekvent i film och teater fram till 1951. Samma år blev hon tilldelad ett brev där hon blev inbjuden till Västtyskland och bestämde sig för att emigrera. Brevet var i själva verket planterat av den tjeckoslovakiska säkerhetstjänsten och Štěpničková dömdes till fängelse i 15 år för att ha försökt fly landet. Hon frigavs 1961 efter att några kollegor uppvaktat regimen med önskan om hennes frigivning, och rentvåddes helt 1969. Hon återkom nästan direkt till skådespeleriet och var aktiv inom teater, TV och film fram till sin död 1985.

## Filmografi, urval
- 1931 – Muži v offsidu
- 1934 – Marysa
- 1935 – Jedenácté přikázání
- 1943 – Šťastnou cestu
- 1943 – Tanecnice
- 1947 – Varúj...!
- 1966 – Lidé z maringotek
- 1969 – Lärkmarionetter